# Łochów-Wieś
Łochów-Wieś – dawniej wieś, obecnie w granicach miasta Łochowa, położonego w województwie mazowieckim, w powiecie węgrowskim. Leży w południowej części miasta, w rejonie ulicy Myśliwskiej i alei Węgrowskiej, w pobliżu Liwca, około 2 km od centrum Łochowa.
Dawniej wieś odrębna od osady kolejowej Łochów (obecne centrum miasta). W 1921 roku liczba mieszkańców wsi Łochów wynosiła 496, a folwarku Łochów 376 (osadę kolejową – wpółczesne centrum miasta – zamieszkiwało wówczas tylko 89 osób)
1 stycznia 1969 wyłączona z gromady Łochów i włączona do Łochowa, w związku z nadaniem mu statusu miasta.
W Łochowie-Wsi znajduje się rezydencja dawnych właścicieli dóbr ziemskich w Łochowie.